# Prva Liga Srbija 2022-2023
La Prva Liga Srbija 2022-2023 è la diciannovesima edizione della seconda divisione del campionato di calcio della Serbia.

## Formula
Le 16 squadre disputano un girone all'italiana andata e ritorno, al termine del quale le prime otto verranno ammesse alla poule per la promozione, mentre le restanti disputeranno la poule retrocessione.
Verranno in promosse nella SuperLiga 2023-2024 le prime due, mentre le ultime quattro retrocederanno in Srpska Liga.

## Squadre partecipanti
| Club          | Città             | Stadio                              | Stagione precedente |
| ------------- | ----------------- | ----------------------------------- | ------------------- |
| RFK Grafičar  | Belgrado          | Stadio Rajko Mitić                  |                     |
| IMT           | Belgrado          | Stadio FK IMT                       |                     |
| Inđija        | Inđija            | Stadion FK Inđija                   |                     |
| Jedinstvo     | Ub                | Stadion Dragan Džajić               |                     |
| Loznica       | Loznica           | Gradski Stadion Lagator             |                     |
| Mačva Sabac   | Šabac             | Stadio Mačva                        |                     |
| Metalac       | Gornji Milanovac  | Stadion Metalac                     |                     |
| OFK Vršac     | Vršac             | Stadio Gradski                      |                     |
| Rad           | Belgrado          | Stadio Re Pietro I                  |                     |
| Radnički      | Belgrado          | Stadion FK Radnički Novi Beograd    |                     |
| Novi Sad 1921 | Novi Sad          | Stadion RFK                         |                     |
| Radnički      | Sremska Mitrovica | Gradski Stadion (Sremska Mitrovica) |                     |
| Sloboda Užice | Užice             | Stadion Radomir Antić               |                     |
| Trayal        | Kruševac          | Stadion FK Trayal                   |                     |
| Železničar    | Pančevo           | Stadion SC Mladost                  |                     |
| Zlatibor      | Čajetina          | Stadion Švajcarija                  |                     |